# Усадьба Воронцовых-Раевских
Усадьба Воронцовых-Раевских — памятник архитектуры, расположенный в городе Москве.

## История

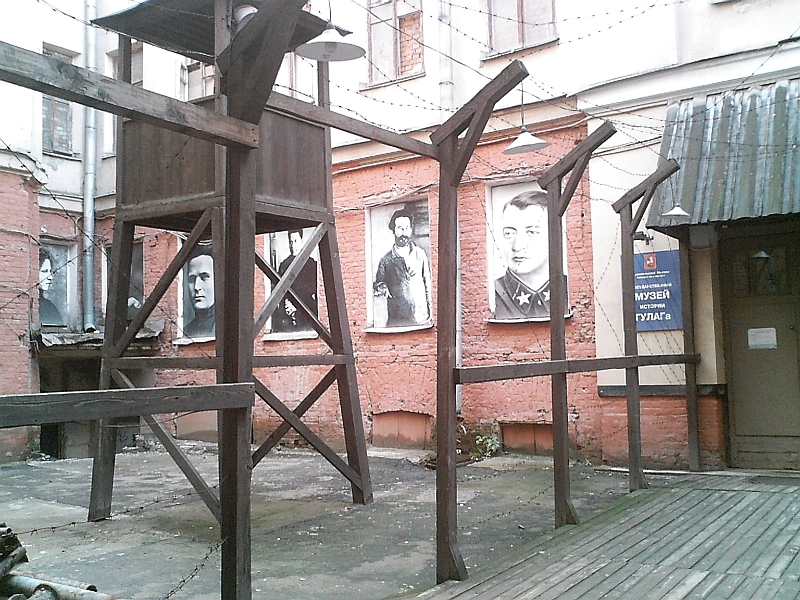
Музей истории ГУЛАГа, Петровка 16

Здание возведено в XVIII веке. Тогда оно являлось частью владения российского государственного деятеля и дипломата А. П. Волынского, после казни которого в 1740 году усадьба перешла к Марии Артемьевне Волынской — дочери Артемия Петровича. С конца 1740-х годов хозяином имения стал сенатор, действительный камергер, президент Вотчинной коллегии в Москве, брат канцлера М. И. Воронцова и генерал-аншефа Р. И. Воронцова И. Л. Воронцов — муж М. А. Волынской.
После деления имения на несколько частей в конце века новым владельцем усадьбы стал купец Н. В. Де-Форж. В 1808 году хозяйкой усадьбы стала надворная советница М. А. Раевская. При ней в глубине участка был возведён двухэтажный дом в стиле классицизма, основой которого послужили каменные строения XVIII века.
Вероятно, пожар 1812 года усадьба пережила практически без потерь.
В январе 1821 года в стенах здания собирались участники декабристской организации «Союз благоденствия».
Согласно завещанию Раевской, усадьба была разделена на три части между её детьми. Флигели в XIX веке претерпевают реконструкцию и превращаются в доходные дома. Одно из преобразований произошло в 1885—1887 годах по проекту архитектора и реставратора, академика архитектуры В. П. Загорского.
В 1878 году главный дом усадьбы был продан Московскому городскому Кредитному обществу. В большом зале в 1895 году состоялся дебют русского и советского пианиста и педагога К. И. Игумнова.
Перед главным домом в XIX веке был открыт цветочный павильон цветовода Ф. Ф. Ноева, сохранявшийся здесь до начала 1950-х годов.
В 1930-е годы главный дом усадьбы приобрёл ещё один этаж, который в разное время занимали Музей социальной гигиены, радиокомитет, различные наркоматы и министерства.
В последний раз центральное здание перестраивалось в 1951 году архитекторами П. П. Штеллером, В. В. Лебедевым и И. В. Шервудом для размещения Министерства пищевой промышленности РСФСР. Фактически — это новое здание, лишь стилизированное под классицизм.
Бывшая усадьба Воронцовых-Раевских запечатлена в советском сатирическом комедийном фильме Э. А. Рязанова «Гараж» (1979).
В левом флигеле в 1880-е годы находилось «Агентство товарищества электрического освещения в России» — «П. Н. Яблочков — изобретатель и К°», в 1970-е годы — популярный в Москве магазин польской продукции «Ванда».
С 2008 года главное здание отдано Генеральной прокуратуре Российской Федерации, в левом флигеле (№ 16) до 15 апреля 2015 года располагался музей истории ГУЛАГа. 12-й дом по улице Петровка, также входящий в состав архитектурного комплекса усадьбы Воронцовых-Раевских, занимает ныне исторический факультет Национального Исследовательского Университета «Высшая школа экономики».
Бывшая усадьба Воронцовых-Раевских является оним из исторически ценных градоформирующих объектов.

## Архитектура
Фасад здания декорирует объёмный коринфский портик из шести массивных колонн, над которым расположен лапидарный фронтон, украшенный барельефной композицией, являющейся символом изобилия. Стены усадьбы облицованы керамической плиткой.